# Morangos com Açúcar (7.ª série)
Morangos com Açúcar VII é a sétima temporada de Morangos com Açúcar. Esteve no ar de 21 de setembro de 2009 a 18 de setembro de 2010, na TVI. Foi baseada na série de televisão norte-americana dos anos 80 Fame, sendo também estabelecidas comparações com High School Musical. A série marca um ponto de viragem no conteúdo da mesma, sendo agora centrada numa escola de artes. Também chamado Morangos com Açúcar - Vive o Teu Talento, durante o período de aulas, ou  Morangos com Açúcar - Vive o Teu Verão, nas férias de verão.
Voltou a ser emitida no canal Biggs a partir do dia 16 de setembro de 2019, pelas 20h.
De 13 de abril a 19 de setembro de 2020 - e na sequência da disrupção na programação televisiva causada pelo início da pandemia de COVID-19 em Portugal -, a temporada voltou à grelha de programação da emissora original, com a reposição da série de verão da mesma. Nesta reposição, a série foi emitida de segunda a sexta até 30 de abril, quinta-feira, data em que foi substituída pelo concurso Ver P'ra Crer no horário das 18h-19h. A partir do dia 4 de maio, e até 21 de maio, passou a ser transmitida de segunda a sábado, depois do Jornal da Uma (ou seja, às 14h). A partir de 28 de maio, a série passou para o horário da manhã de sábado, antes de Inspetor Max, tendo terminado no dia 19 de setembro, sendo que no dia 26 de setembro esse mesmo horário passou a ser ocupado pelo Diário da Manhã de fim de semana. Para além de ser a primeira temporada de Morangos Com Açúcar a ser reposta na TVI generalista no espaço de 14 anos, esta foi também a primeira temporada da telenovela juvenil a ser exibida com o seu genérico em HD, algo que jamais aconteceu em qualquer outro canal de televisão que repôs a série.
Na primavera de 2021, foi a vez da TVI Ficção começar a transmitir Morangos com Açúcar VII. No verão de 2024, o V+ começou a repor esta temporada da telenovela juvenil.

## Sinopse
Este ano todas as novas personagens dos Morangos com Açúcar perseguem um mesmo sonho. Para elas o céu é o limite. Não porque são adolescentes, o que seria razão suficiente, mas porque estão todos decididos a forçarem o destino à sua vontade e não estão dispostos a ficar à espera do futuro. Querem ir buscá-lo. Mesmo que esse futuro seja uma quimera, uma fantasia: serem artistas e vingarem no esfuziante mundo do espetáculo.
Move-as a coragem e a determinação, ou a mera busca insana pelo estrelato e o glamour, ou a conquista de uma simples oportunidade na vida. Pois chegou a hora de mostrar o que valem. Quem se atreve? Quem ficará pelo caminho? Só os que detêm vocação, talento e persistência irão vingar. A luta será renhida e as regras de jogo implacáveis.
Os Morangos com Açúcar estão diferentes. Continuam irreverentes, audazes, bem-humorados e apaixonados, como sempre. Mas o palco da vida já não basta às nossas personagens. As vidas do palco, as luzes da ribalta, ilusões e desilusões, vitórias e fracassos, fama e sucesso são as realidades da sua nova aventura.

## Censura
Uma das histórias desta série de Morangos Com Açúcar é a de Fábio (intepretado por Miguel Santiago), um estudante que de início se apresenta homofóbico, mas que acaba por descobrir que é gay e que se apaixona por Nuno (interpretado por Carlos Malvarez). Numa altura em que a abordagem de temas LGBT ainda era residual na ficção portuguesa - e apesar de a homossexualidade ter sido esporádica e subtilmente abordada em séries anteriores de Morangos Com Açúcar -, na temporada de verão desta série os guionistas decidiram levar as coisas "mais além" e colocar Fábio e Nuno a dar um beijo (ou, como o próprio Miguel Santiago afirmou, "apenas um chocho"). A cena foi gravada, porém acabou por não ir para o ar, por decisão da direção da TVI. Na sequência desta censura, dez coletivos LGBT apelaram ao envio massivo de uma mensagem de protesto à TVI, à produtora Plural e ao grupo Media Capital. A mensagem mencionava "um tratamento desigual baseado na orientação sexual das personagens”, fazendo ainda referência a um "sinal triste de retrocesso civilizacional". Em resposta, a TVI declarou que era “fortemente irónico” que a estação e a Plural [fossem acusadas] de contribuir para um “retrocesso civilizacional”. Quatro anos e meio, uma situação semelhante aconteceu em Os Nossos Dias, uma novela diurna na altura emitida na RTP1.

## Elenco

### Morangos com Açúcar (7ª série) - Vive o Teu Talento
Elenco Principal
- Sara Matos - Margarida Bacelar
- Lourenço Ortigão - Rui Oliveira
- Rui Andrade - João Pedro Dinis
- Ana Varela - Isabel Faria
- Cátia Tavares - Clara Oliveira
- Bruna Quintas - Rosa Oliveira
- Sandra Silva - Carolina Bacelar
- Henriqueta Maia - Alda Dinis
- Carla Vasconcelos - Papoila (Maria da Conceição)
- Bruno Simões - Jorge Cunha
- Filomena Gonçalves - Linda Porfírio
- Sofia Duarte Silva - Ângela Trindade
- Sandra Celas - Célia Trovão
- Vítor Fonseca - Zé Milho
- Nuno Homem de Sá - Teodoro Bacelar
- Sandra Faleiro - Inês Bacelar
- Rosa do Canto - Carmo Oliveira
- Nuno Melo - Manuel Oliveira
- Julie Sargeant - Almerinda Serôdio
- Ana Brandão - Alzira Macedo
- Paula Marcelo - Francisca Moreira

Elenco Adicional
- António Filipe
- Elsa Valentim - Teresa
- Fátima Severino - Alice
- João Pinho
- Luís Melo
- Pedro Cavaleiro - Polícia
- Sofia Escobar - Olívia Matos
- Tiago Barbosa
- Vasco Alves

### Morangos com Açúcar (7ª série) - Vive o Teu Verão
Protagonistas
- Sara Matos - Margarida Bacelar
- Lourenço Ortigão - Rui Oliveira

Elenco Principal
- Rui Andrade - João Pedro Dinis
- Hélder Agapito - James (Jaime Borges)
- Joana Barradas - Nina (Carina Raquel Tiago)
- Ana Varela - Isabel Faria
- Cátia Tavares - Clara Oliveira
- Bruna Quintas - Rosa Oliveira
- Henriqueta Maia - Alda Dinis
- Carla Vasconcelos - Papoila (Maria da Conceição)
- Bruno Simões - Jorge Cunha
- Filomena Gonçalves - Linda Porfírio
- Sofia Duarte Silva - Ângela Trindade
- Sandra Celas - Célia Trovão
- Vítor Fonseca - Zé Milho
- Sandra Faleiro - Inês Bacelar
- Rosa do Canto - Carmo Oliveira
- Julie Sargeant - Almerinda Serôdio
- Ana Brandão - Alzira Macedo
- Paula Marcelo - Francisca Moreira
- Kot-Kotecki - Josip Zevic[8]

## Banda sonora
Os temas que fazem parte da banda sonora identificados até à data são os seguintes:
1. Viver a Vida - Just Girls & 4Taste
2. Heartbeat - Nneka
3. She Always Gets What She Wants - Prime Circle
4. Mundo Novo (a Nascer) - Varuna
5. The Boy Does Nothing - Alesha Dixon
6. Just Dance - Lady Gaga & Colby O'Donis
7. Don't Upset the Rhythm - The Noisettes
8. Não Há Mais Nada - T.T.
9. Infinity 2008 - The Guru Project
10. Selfish Love - DJ Pedro Cazanova & Andrea
11. Ritmo do Meu Flow - Flow 212
12. New In Town - Little Boots
13. Hoje Eu Sou - Xeg & Virgul
14. Me vs. Eye - Members of Marvelas
15. Don't Gimme That (Rock Version) - Aloha From Hell
16. Don't Pick Me Up - Heather Grody
17. Fala a Sério - Mundo Secreto
18. When I Grow Up - The Pussycat Dolls
19. Shake It - Metro Station
20. Vida Normal (Tão Ideal) - EZ Special
21. Eu Não Sei (O Que Queres de Mim) - Pluma
22. Despir a Pele de Vítima - Dogma
23. Rude - Slide
24. Cruel Intentions - Fingertips
25. Se a Party Começar - Djimi
26. I Want You - Martin Solveig
27. Tautologias by Slide
28. Preto Branco by Djimi
29. The Way It Was - Aceyalone
30. Liar - Madcon
31. Show - D'n'D
32. Reach for Me by Kirsty Hawkshaw
33. Don’t Pick Me Up (Instrumental) - Heather Grody
34. Soa o Alarme - Mundo Secreto
35. It’s Not Easy - Jay Glover
36. I Hate This Part - The Pussycat Dolls
37. Gives You Hell - The All-American Rejects
38. Tu - de Britto
39. Beautiful Girls - Sean Kingston
40. Golden Pearl - Million Dollar Lips
41. Love Is A First - The Tragically Hip
42. Like You - Caim
43. Insaciável - Angélico
44. Runnin’ - Doman & Goodin feat. Dru & Lincoln
45. Black & Gold - Sam Sparro
46. Calabria 2007 - Enur feat. Natasja
47. Old School - Mundo Secreto
48. O Limite É O Céu - Mundo Secreto
49. Me Deixas Louco - Flow 212 feat. Angélico
50. Show Me Pure Love - Money Maker$
51. I Gotta Feeling - The Black Eyed Peas
52. A Saudade - de Britto
53. Breathe Love - D’ZRT
54. Club La La (A.D.P. Remix) - Sirens
55. Diz-me Que Sim (Estou Aqui) - 4Taste
56. Don't Gimme That (Radio Version) - Aloha From Hell
57. Do You Care - Bela
58. Dream on Lover - Civic
59. Give it to Me Baby - Kat Green
60. Here Comes the Hotstepper - Ini Kamoze
61. Imagina - SP & Wilson
62. Morena - Royalistick
63. Noitada (Assim Estragas a Festa) by EZ Special
64. Oh Baby! - Ana Bloom
65. Poker Face - Lady Gaga
66. Reach For Me (Instrumental) by Kirsty Hawkshaw
67. Ritmo do Meu Flow (Mastiksoul Remix) - Flow 212
68. Screaming Surrender - Rubylux
69. Sem o Teu Amor P'ra Mim - Maxi
70. Sexy Lady - Danito & Jay P
71. Slow Time Love - Blind Zero
72. Tá Hot - Flow 212
73. Valsa (O Lago dos Cisnes) - Tchaikovsky
74. Voltar - Dogma
75. You Should Never Leave Me (Before I Die) - Slimmy
76. We Can Change the World (Instrumental) - The Room 74
77. Just Wanna Hold You Now - ???
78. Rise Up - Sharko
79. Come On Let's Go - Manuel

### Temas Interpretados
Esta é uma série musical, e todos os temas são interpretados pelos atores sendo estes previamente gravados em estúdio. Os temas interpretados até à data são os seguintes:
1. When I Grow Up - Inês Folque
2. Shake It - Lourenço Ortigão
3. Heartbeat - Sara Matos e Lourenço Ortigão
4. Heartbeat (Rock Version) - Lourenço Ortigão
5. Mercy (Acapella) - Lia Carvalho
6. Atirei o Pau ao Gato (Acapella) - Ricardo Sá
7. Diz-me Que Sim (Acapella) - Sara Matos
8. Parabéns A Você - Lourenço Ortigão
9. Heartbeat (Acapella) - Sara Matos
10. Despir a Pele de Vítima - Lourenço Ortigão
11. This Time - Joana Santos
12. Secretamente - Sofia Duarte Silva
13. Só Quero Voar - Cátia Tavares
14. Não Quero Mais Ilusão by Karina May
15. Encontro Tosco - Ricardo Sá
16. Okay Alright - Susana Jordão
17. When I Grow Up - Inês Folque, Susana Jordão e Ana Varela
18. I've Never Been to Me (Acapella) - Bruno Simões
19. No One - Susana Jordão
20. Papel Principal - Sofia Duarte Silva
21. Ver Mais Além - Lourenço Ortigão
22. Noite Feliz - Morangos com Açúcar
23. 2 Become 1 - Sara Matos
24. Noite Feliz - Rui Andrade e Miguel Santiago
25. My Lovely Celia by Lourenço Ortigão
26. Mony Mony - Susana Jordão
27. É Noite de Natal - Morangos com Açúcar
28. Zé, Vou Ter Um Bebé (Angel Baby) - Sara Matos e Rui Andrade
29. Natal Em Todo O Lado - Morangos com Açúcar
30. Christmas Time - Morangos com Açúcar
31. Natal Em Todo O Lado (Acústico) - Morangos com Açúcar
32. Last Night A DJ Saved My Life (Acapella) - Karina May
33. I Can Love You Like That - Sofia Duarte Silva
34. Can't Take My Eyes Off You - Sofia Duarte Silva
35. Janeiras - Morangos com Açúcar
36. Can't Take My Eyes Off You - Rui Andrade, Miguel Santiago, Susana Jordão, Iana Vacula, Diogo Lemos e Sara Matos
37. Dance With Me - Ricardo Sá
38. Dance With Me - José Pedro Fernandes e Lia Carvalho
39. Mony Mony - Ricardo Sá e Lia Carvalho
40. Here I Go Again (Acapella) - Bruno Simões
41. Flutuo - Sofia Duarte Silva
42. Oh Baby - Sara Matos e Diogo Lemos
43. Crimson and Clover - Lia Carvalho
44. Can't Take My Eyes Off You -  Lourenço Ortigão, Miguel Santiago, Nuno Martins, Inês Folque, Diogo Lemos e Sara Matos
45. Stray Cat Strut - Ricardo Sá
46. Dream on Lover - Lia Carvalho
47. Say You'll Be There - Susana Jordão e Diogo Lemos
48. Dance With Me (Acapella) - Iana Vacula
49. Não Perco Mais Tempo - Lourenço Ortigão
50. Let's Work Together (Acapella) - Ricardo Sá
51. I Can Love You Like That - Sofia Duarte Silva e Pedro Pernas
52. Say You'll Be There by Susana Jordão
53. Ain't Nobody - Pedro Pernas, Vítor Fonseca, Sandra Celas e Sofia Duarte Silva
54. Abre-se Uma Janela (Acapella) - Karina May
55. I Wanna Sex You Up - Susana Jordão
56. Jack And Diane - Iana Vacula, Lia Carvalho, Diogo Lemos e Miguel Santiago
57. 2 Become 1 (Acapella) - Sara Matos e Sandra Silva
58. Dance With Me - Sara Matos, Rui Andrade e Susana Jordão
59. Não Perco Mais Tempo (Acapella) - Sara Matos
60. Dream on Lover - Lourenço Ortigão
61. Breathe Love - Morangos com Açúcar
62. Heartbeat (Rock Version) - Lourenço Ortigão e Sara Matos
63. Angel Baby - Miguel Santiago
64. 2 Become 1 - Sara Matos e Lourenço Ortigão
65. No One - Miguel Santiago, Diogo Lemos e Nuno Martins
66. No One - Rui Andrade e Inês Folque
67. No One - Iana Vacula
68. No One - Sara Matos
69. Let's Work Together - Lourenço Ortigão
70. No One - Isabel Bastos, Rodrigo Paganelli, Sofia Mota e Sara Santos
71. Let's Work Together - Sara Matos e Lourenço Ortigão
72. La Bamba - Ricardo Sá
73. Can't Take My Eyes Off You - Cátia Tavares
74. Can't Take My Eyes Off You - José Pedro Fernandes
75. Can't Take My Eyes Off You - Sofia Escobar
76. Mercy - Lia Carvalho, Cátia Tavares e Ricardo Sá
77. Whatcha See Is Whatcha Get - Cátia Tavares e Rui Andrade

### ÁlbumEscola de Talentos
Neste álbum, lançado a 22 de março de 2010, é lançado um álbum em que os atores desta temporada interpretam versões de sucessos como“Heartbeat” (Nneka), “Jack and Diane” (John Cougar Mellencamp), “Breathe Love” (D´ZRT) ou “Say You'll Be There” e “2 Become 1” (ambos das Spice Girls). 
- 1. Heartbeat — Margarida e Rui
- 2. Breathe Love — Clara, André e Filipe
- 3. Shake It — Margarida, Rui e Flash
- 4. Oh Baby — Margarida e André
- 5. Angel Baby — Fábio
- 6. Mony Mony — Mariana e Leo
- 7. Crimson and Clover — Mariana
- 8. Encontro Tosco — Leo
- 9. Jack and Diane — Mariana, Paula, André e Fábio
- 10. Let's Work Together — Margarida e Rui
- 11. I Can Love You Like That — Ângela e Félix
- 12. 2 Become 1 — Margarida e Rui
- 13. Stray Cat Strut — Leo
- 14. Whatcha See Is Whatcha Get — Clara e João Pedro
- 15. Ver Mais Além — Rui
- 16. Say You´ll Be There — Rute e André
- 17. How Much I Feel — João Pedro
- 18. Beggin' (adaptação) — Margarida

### ÁlbumEscola de Talentos Vol.2
À semelhança do primeiro álbum, é lançado a 12 de agosto de 2010 mais um álbum de covers e adaptações com interpretação dos atores da novela juvenil.
- 1. Leva-me À Descoberta (A Little Less Conversation) — João Pedro
- 2. Celebration — James/Sérgio/Nina/Lolita
- 3. Hey Ya! — Todos
- 4. Dance With Me — Rui/Clara/Rosa
- 5. Hurts So Good — Rui/Margarida
- 6. I Want Your Love — James/Sérgio/Nina/Lolita
- 7. Last Night A DJ Saved My Life — João Pedro/Paula/Filipe
- 8. Rock You Baby — Fábio [ligeira adaptação: Fábio substitui o "Woman" original por "Young man", de modo a refletir a sua recém-descoberta homossexualidade.]
- 9. She's Sexy And 17 — Bruno
- 10. While My Guitar Gently Weeps — Paula
- 11. I Love Rock And Roll — Mariana/Leo
- 12. Can't Help Falling In Love — Rui/Margarida
- 13. Good Vibrations — Todos
- 14. Shout — Todos
- 15. American Woman — James/Sérgio/Lolita
- 16. Bohemian Like You — Rui/Margarida/João Pedro/Fábio

### Edição especialMorangos com Açúcar - Escola de Talentos
Esta compilação, lançada a 15 de novembro de 2010, inclui os dois CD editados previamente e um DVD bónus, com os alguns dos temas interpretados na própria novela. 
CD 1 - Escola de Talentos
CD 2 - Escola de Talentos Vol.2
DVD
- 1. Heartbeat - Rui e Margarida
- 2. Feeling - Todos
- 3. Só Quero Voar - Cátia
- 4. Festa de Natal - Todos
- 5. Say You'll Be There - Rute
- 6. Watcha See Is Whatcha Get - João Pedro e Cátia
- 7. Ain't Nobody - Zé Milho, Célia, Félix e Ângela
- 8. Festa de Despedida da Olívia - Todos
- 9. Não Perco Mais Tempo - Rui e Margarida
- 10. Flutuo - Ângela e Félix
- 11. Hurts So Good - Rui e Margarida
- 12. Festa de Fim de Curso - Todos
- 13. Mony Mony vs I Want Your Love - Todos
- 14. A Little Less Conversation - Nina, Sérgio, Lolita e James
- 15. Shake It - Rui
- 16. Celebration - Nina, Sérgio, Lolita e James
- 17. Festa Final de Verão - Todos

Extras
- 1. Não Há Mais Nada - TT
- 2. Hey Ya! - Todos
- 3. Celebration - Félix, Zé Milho e Todos

## Morangos com Açúcar - Ao Vivo nos Coliseus
Este espetáculo teve transmissão em direto na TVI. Seguindo o lema "Vive o Teu Talento", o concerto contou com os melhores momentos musicais dos Morangos, protagonizados por 14 jovens atores. O espétaculo aconteceu nos dias 11 e 12 de setembro de 2010 em Lisboa e 18 e 19 de setembro no Porto.
Alinhamento do dia 19:
- 1 - Leva-me À Descoberta (A Little Less Conversation) - Todos
- 2 - I Love Rock And Roll - Mariana, Leo, Nina, Rute e Margarida
- 3 - Shake It - Margarida e Rui
- 4 - Bohemian Like You - Margarida e Rui
- 5 - Mony Mony Vs. I Want Your Love - Todos
- 6 - Jack and Diane - Paula, Mariana, André e Fábio
- 7 - Hurts So Good - James, Nina, Margarida e Rui
- 8 - Say You’ll Be There - Rute e André
- 9 - Recomeçar - João Pedro
- 10 - Heartbeat - Margarida e Rui
- 11 - Querer Voltar - João Pedro, Paula, Rui e Margarida
- 12 - Verão Azul - Flash, Nina e Fábio
- 13 - Breathe Love - Clara, Paula, Nina, André, João Pedro e Fábio
- 14 - Herói Por Um Dia - Rute, James, Clara, Fábio e João Pedro
- 15 - Para Mim Tanto Me Faz - Mariana, Leo e Flash
- 16 - Sway - Clara, Nina e Rute
- 17 - Last Night A DJ Saved My Life - João Pedro, Paula e Filipe
- 18 - Ain’t Nobody - Todos
- 19 - Celebration - Todos
- 20 - Shout - Todos
- 21 - Não Perco Mais Tempo - Margarida, Rui, Mariana, Leo e Flash
- 22 - Louco P'ra Mostrar Quem Sou (Jailhouse Rock) - Todos
- 23 - Beggin' - Margarida, James, Fábio e André
- 24 - Viver A Vida Nunca É Demais - Todos
- 25 - Feeling - Todos
- 26 - Heartbeat - Todos